# Felix Schröder (Komponist)
Felix Schröder (* 17. März 1876 in Dortmund; † 3. März 1966 in Essen) war ein evangelischer Kirchenmusiker und Komponist.

## Leben
Seit 1893 besuchte er das Lehrerseminar in Soest, wo August Knabe sein musikpädagogischer und kirchenmusikalischer Wegbereiter war. Neben dem Hauptberuf als Lehrer wirkte er von 1906 bis 1943 an St. Marien in Dortmund als Organist. Außerdem war er Musiklehrer an der Städtischen Präparende (Klavier, Orgel, Geige, Gesang, Harmonielehre) und Dozent für Orgelspiel an der Pädagogischen Akademie bzw. Hochschule für Lehrerbildung in Dortmund. Er veranstaltete mehr als 200 Kirchenmusiken in St. Marien und der Umgebung von Dortmund. Durch die Umstände des Zweiten Weltkriegs führte ihn der Lebensweg nach Getmold (heute Stadtteil von Preußisch Oldendorf), wo er weiterhin als Lehrer im Schuldienst und Kirchenmusiker tätig war und bis 1964 lebte. In Anbetracht seiner Verdienste um die Kirchenmusik verlieh ihm die Leitung der Westfälischen Landeskirche im Dezember 1946 den Titel „Kirchenmusikdirektor“.
Er komponierte Kirchenkantaten wie Du Orgel meines Lebens und Oh Heiliger Himmels Engel. Stilistisch wurzelt seine Musik im 19. Jahrhundert. Mit Otto Heinermann und Gerard Bunk gehört er einer Generation von Musikern an, die das Erscheinungsbild der evangelischen Kirchenmusik in der Industriemetropole Dortmund und in Westfalen während der ersten Hälfte des 20. Jahrhunderts geprägt hat.